# Angel Blue

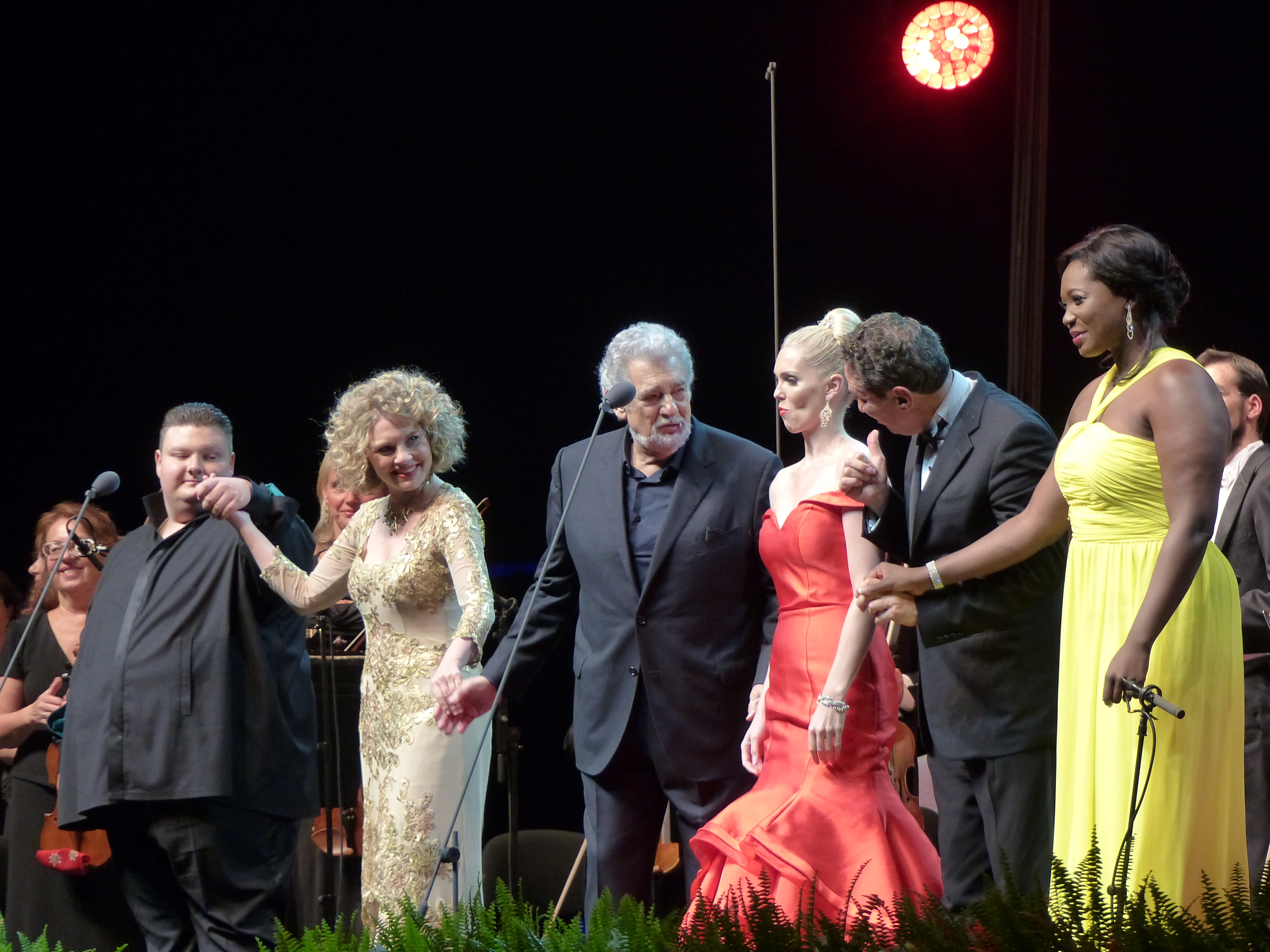
Angel Blue (jobbra), Plácido Domingo (középen)

Angel Joy Blue (Los Angeles, 1984. május 3. –) kétszeres Grammy-díjas amerikai opera-énekesnő (szoprán) és crossover művész. Hangja fényes és mozgékony felső regiszteréről, „füstös” középső regiszteréről, gyönyörű hangszínéről, valamint a klasszikus hangzásról a kortársra való váltás képességéről ismerhető fel. Nemzetközi fellépéseken vesz részt, és számos díjat nyert, többek között Grammy-díjat, az Operalia díját és a Miss Hollywood-díjat. Plácido Domingo egyszer úgy jellemezte őt, mint aki a „következő Leontyne Price”.

## Karrierje
Angel Blue eddigi karrierje során főszerepekben és szólistaként lépett fel olyan helyszíneken és zenekarokkal mint a Canadian Opera Company (Toronto), Los Angeles Opera, San Francisco Opera, Walt Disney Concert Hall, Colburn School, Royce Hall, Staples Center, Theater an der Wien, Frankfurt Opera, Müncheni Filharmonikusok, Berlini Filharmonikus Zenekar, Izraeli Filharmonikusok, Auditorio Nacional de Música, Szöuli Művészeti Központ.
Operai repertoárjában olyan szerepek találhatóak, mint Violetta (Traviata), Musetta és Mimì (Bohémélet), Micaela (Carmen), Lucia (Lammermoori Lucia), Helena (Szentivánéji álom), Liu (Turandot), Manon (Manon), Rosina grófné (Figaro házassága), Giulietta és Antonia (Hoffmann meséi), Dido (Dido és Aeneas) és Donna Elvira (Don Giovanni) .
Blue énekelte a himnuszt a kaliforniai kormányzó, Arnold Schwarzenegger által rendezett Border Governors Conference és a kaliforniai First Lady, Maria Shriver által rendezett California Women's Conference alkalmával.
A 2008/2009-es szezonban a San Francisco Opera társulatánál Clara szerepében debütált a Porgy és Bess című operában; a Georgia állambeli Valdosta Szimfonikus Zenekar szólistája volt, ahol Arthur Honegger Dávid királyának szoprán szerepét énekelte; valamint a Koreai Szimfonikus Zenekarral Szöulban és Busanban (Korea) a Traviata jeleneteit adta elő (Violetta). A 2009/10-es évadban szólistaként fellépett a Riverside-i Filharmonikusokkal; az Adrian Symphonyval Adrianban, Michigan államban; Giro Italia turné Alberto Zeddával Olaszországban; Madrilenos por Haiti koncert a La Orquesta Clasica de Espana-val Madridban, Spanyolországban; Nyárköszöntő gálán a Magyar Állami Operaházban Thomas Hampson vendégeként; és debütált a Palau de les Arts Reina Sofia-ban Micaela szerepében a Carmenben Marcelo Álvarez és Elīna Garanča partnereként, Zubin Mehta vezényletével. A 2010/11-es évadban a spanyolországi Valenciában a Palau de les Arts, az American Youth Symphony, a Redlands Symphony és a bécsi Theater an der Wien előadásain énekelte Giulietta szerepét az Oscar-díjas William Friedkin által rendezett Hoffmann meséiben. 2011-ben kezdett turnézni Plácido Domingóval, megnyitva a Kansas Cityben (Missouri állam) található Kaufmann Center-t, az ománi Maszkatban található Királyi Operaházat, valamint koncerteket adott Pekingben és Zágrábban. 2020-ban a New York-i Metropolitan Operában a női főszerepet énekelte a 30 év után először bemutatott Porgy és Bessben.
Blue döntős volt az Operalia 2009-es versenyén, ahol a zarzuela-versenyben 1., az opera versenyben pedig 2. helyezést ért el. 2010 júliusában az a megtiszteltetés érte, hogy részt vehetett a 17. Verbier Fesztiválon, ahol a Rolex által támogatott „Operalia Tribute” koncerten énekelt. Emellett díjat kapott a Metropolitan Opera National Council Regional Auditions-tól, az A.E.I.O.U Olasz Pedagógusok Énekversenyén és elnyerte a Dorothy Chandler Pavilion Feltörekvő fiatal előadóművészek díját is.
A következő évadokban a Berlini Filharmonikusokkal és Sir Simon Rattle karmesterrel koncertezett a Porgy és Bess Clara szerepében; visszatért a Frankfurti Operába Richard Wagner Az istenek alkonya Harmadik Nornájaként; és az Angol Nemzeti Operában a Bohémélet Musettájaként lépett színpadra. Európában koncertezett, többek között a Maggio Musicale-ban a Zubin Mehta által vezényelt Carmina Buranában, Mahler 2. szimfóniája a Müncheni Filharmonikusokkal, Verdi Greatest Hits koncert a Santa Barbara Symphonyval, Verdi Requiem a Cincinnati Szimfonikus Zenekarral és a St. Louis Symphony Orchestrával Raphael Frühbeck de Burgos vezényletével, valamint első szólóalbumának megjelenése Iain Burnside brit zongoristával. Ő volt az egyetlen szólista, akit meghívtak, hogy énekeljen az Izraeli Filharmonikusok Amerikai Baráti Körének tiszteletkoncertjén Hans Zimmer tiszteletére.
Az Egyesült Királyságban a skóciai Edinburgh-i Fesztiválon Alban Berg Lulu című operájának címszerepében, 2013-ban az Angol Nemzeti Operában a Bohémélet Musettájaként, 2014-ben pedig Mimì szerepében volt látható. Melvyn Bragg a South Bank Show-ban készített vele riportot, amelyet 2014. június 19-én sugárzott a Sky Arts. Angel olyan magazinok kedvence lett, mint a The Times, a TimeOut és a The Telegraph. 2014 decemberében a BBC Choir Competition of the Year döntőjének vendég zsűritagja volt. 2015-ben Petroc Trelawnyval közösen vezette a BBC Cardiff Singer of the World versenyét, valamint a BBC közvetítette a Prom 13 (Holst, Boulez) versenyt a Royal Albert Hallból, szintén Trelawnyval.
A Metropolitan Operában a Bohémélet Mimìjeként debütált 2017-ben.

## Díjai, elismerései
2009-ben az Operalia döntőjébe jutott, a zarzuela versenyben 1., az operaversenyben pedig 2. helyezést ért el. Emellett díjat kapott a Metropolitan Opera National Council Auditions-tól, megkapta a Dorothy Chandler Pavilion Feltörekvő fiatal előadóművészek díját és megkapta a Los Angeles County Board of Supervisors Achievement Award-ot 2014. január 21-én, amely a Los Angeles County Board of Supervisors által odaítélt díj.
Jelölték a 63. Grammy-gálán, és elnyerte a legjobb opera felvételnek járó díjat a Metropolitan Opera Porgy és Bess című produkciójáért.

## Tanulmányai
2005-ben a Redlands-i Egyetemen szerzett zenei alapdiplomát, majd 2007-ben a Kaliforniai Egyetem operai előadás szakirányán szerzett mesterdiplomát. A Los Angeles County High School for the Arts egykori diákja, ahol éneket és klasszikus zongorát tanult. A Los Angeles-i Opera Domingo-Thornton Young Artist Programjának tagja volt 2007/2009-ben. 2009–2010-ben az Artistas de la Academia del Palau de les Arts tagja volt, Alberto Zedda, Lorin Maazel és Zubin Mehta mesterek irányításával.

## Karitatív tevékenységei
2010-ben a Madrileños por Haití koncert szólistája volt az Orquesta Clásica de España madridi koncertjén. A koncert célja a Dominikai Köztársaságba áttelepült haitiak lakásépítési projektjeinek finanszírozása volt.
2014 márciusában részt vett az éves AIDS-gálán Düsseldorfban, Németországban. A gálán 142 000 eurót gyűjtöttek össze az AIDS és a HIV által érintettek megsegítésére Németországban és Dél-Afrikában.

## Fordítás
- Ez a szócikk részben vagy egészben  az   Angel Blue című angol Wikipédia-szócikk ezen változatának fordításán alapul.  Az eredeti cikk szerkesztőit annak laptörténete sorolja fel. Ez a jelzés csupán a megfogalmazás eredetét és a szerzői jogokat jelzi, nem szolgál a cikkben szereplő információk forrásmegjelöléseként.